# Świadkowie Jehowy w Sri Lance
Świadkowie Jehowy w Sri Lance – społeczność wyznaniowa w Sri Lance, należąca do ogólnoświatowej wspólnoty Świadków Jehowy, licząca w 2023 roku 7003 głosicieli, należących do 98 zborów. Na dorocznej uroczystości Wieczerzy Pańskiej w 2023 roku zgromadziło się 15 721 osób. Działalność miejscowych głosicieli oraz Świadków Jehowy na Malediwach (gdzie jest prawnie zakazana) koordynuje Biuro Oddziału w Wattala. Sala Zgromadzeń położona jest w miejscowości Ja-Ela (15 km od Biura Oddziału).

## Historia

### Początki
W roku 1910, podczas postoju statku w porcie Kolombo, dwie podróżujące zagraniczne współwyznawczynie zaznajomiły z tym wyznaniem E.W. de Z. Van Twesta z kapitanatu portu. Wkrótce potem on sam nauczał innych na terenie Cejlonu, wśród których byli m.in. D.N. Pieris, H.W. Wendt asystent Van Twesta, A.B. Chapman pracujący w hotelu Queen's w Kandy, T.E. Karunatilleke i Syngalezi: Edirisinghe i Baptist. Do roku 1911 w Kolombo powstała międzynarodowa grupa zainteresowanych. 31 stycznia 1912 roku z krótką wizytą przybył na Cejlon Charles Taze Russell. Przedstawił wykład publiczny o bogaczu i Łazarzu dla ponad 900 słuchaczy. Wykład tłumaczył na język syngaleski D.N. Pieris. Od roku 1914 w Kolombo na Cejlonie (obecnie Sri Lanka) zebrania zboru odbywały się aż siedem razy w tygodniu. W roku 1917 A.A. Hart rozpoczął wyświetlanie Fotodramy stworzenia. Projekcje pokazano w Kolombo, Kandy i Nanu Oya. W roku 1926 z wizytą na Cejlonie przebywał Edwin Skinner – przedstawiciel Towarzystwa Strażnica w Indiach. W grudniu 1929 roku na Cejlon przybyli Claude S. Goodman i Ronald Tippin współwyznawcy z Wielkiej Brytanii, którzy kontynuowali działalność kaznodziejską.
Do końca II wojny światowej na wyspie było około 10 głosicieli.

### Rozwój działalności
W roku 1947 do kraju dotarła pierwsza grupa czterech misjonarzy, absolwentów Biblijnej Szkole Strażnicy – Gilead. W 1948 roku opublikowano pierwszą publikację Świadków Jehowy w języku syngaleskim.
W roku 1949 w jedynym zborze działało 28 głosicieli; rok później ich liczba wynosiła 35. W roku 1952 w Kolombo przemówienia Nathana H. Knorra wysłuchało 235 osób. Wówczas działalność misjonarską rozpoczęły dwa małżeństwa, absolwenci Szkoły Gilead. W roku 1952 otwarto Biuro Oddziału w Kolombo, które nadzorowało działalność 52 głosicieli. Rząd umożliwił zawieranie związków małżeńskich przed przedstawicielami Świadków Jehowy. W roku 1954 odbył się pierwszy kongres na Cejlonie z udziałem 357 obecnych. W roku 1956 liczba głosicieli przekroczyła 100. Rok później kraj odwiedził ponownie Nathan H. Knorr, który wygłosił przemówienie do 435 obecnych. W roku 1956 rozpoczęto wydawanie „Strażnicy” w języku tamilskim, a dwa lata później w języku syngaleskim.
W roku 1960 osiągnięto liczbę 200 głosicieli. W roku 1962 z wizytą na Cejlonie przebywał Milton G. Henschel. Rok później powstała pierwsza Sala Królestwa.

### Rejestracja działalności i dalszy rozwój
W roku 1981 zarejestrowano prawnie działalność Świadków Jehowy. W 1988 roku przekroczono liczbę 1000 głosicieli.
W 1994 roku zanotowano liczbę 1866 głosicieli. W styczniu 1995 roku ukończono budowę dwóch nowych budynków Biura Oddziału, które przeniesiono do Wattali, oraz Sali Zgromadzeń w Ja-Ela. W tym samym roku liczba głosicieli przekroczyła 2000 osób. W roku 1997 w Sri Lance po raz pierwszy odbyły się kongres pod hasłem „Wiara w Słowo Boże” w trzech językach: angielskim, syngaleskim i tamilskim. W roku 1998 przekroczono liczbę 3000 głosicieli.
W 2004 roku wydano Chrześcijańskie Pisma Greckie w Przekładzie Nowego Świata (Nowy Testament) w języku syngaleskim. W grudniu 2004 roku zorganizowano pomoc humanitarną dla poszkodowanych przez tsunami. W 2006 roku liczba głosicieli przekroczyła 4000, a w 2010 roku – 5000 głosicieli. W 2009 roku wydano Pismo Święte w Przekładzie Nowego Świata w języku syngaleskim oraz Chrześcijańskie Pisma Greckie w Przekładzie Nowego Świata w języku tamilskim.
W roku 2012 zorganizowano pomoc humanitarną po przejściu kolejnego tsunami.
Od roku 2013 Świadkowie Jehowy coraz częściej padają ofiarą ataków fizycznych i słownych, do których podżegają fanatyczni mnisi buddyjscy. Policja nie występuje w obronie Świadków Jehowy ani innych mniejszości wyznaniowych. Świadkowie Jehowy złożyli w Sądzie Najwyższym skargę na działanie funkcjonariuszy oraz zgłoszenie dotyczące łamania praw człowieka, do którego doszło 1 marca 2014 roku w Talawie oraz 29 października 2014 roku w Walasmull w związku z nieuzasadnionym, niezgodnym z prawem aresztowaniem kobiet za to, że brały udział w działalności kaznodziejskiej. Świadkowie Jehowy zgłosili do Sądu Apelacyjnego w Kolombo 11 przypadków bierności policji, m.in. na sytuację, gdy buddyjski mnich dotkliwie pobił Świadka Jehowy Niroshana Silvę, a potem siłą zabrał go na posterunek, żeby złożyć skargę. Policjanci zamiast stanąć w obronie pobitego mężczyzny, sami dopuścili się wobec niego przemocy. Sąd Apelacyjny przyjął skargę na bierność policji do rozpatrzenia. Jednocześnie władze Sri Lanki przyznały, że w kraju występuje problem nietolerancji religijnej oraz obiecały „dołożyć starań, by bronić wolności wyznania”.
11 stycznia 2014 przy udziale Marka Sandersona, członka Ciała Kierowniczego, odbyło się uroczyste otwarcie zmodernizowanego Biura Oddziału. W programie przedstawianym w trzech językach uczestniczyło 893 obecnych, w tym 130 delegatów z 19 krajów. Następnego dnia 7701 osób – w czterech miejscach w kraju – wysłuchało streszczenia sobotniego programu i przemówienia Marka Sandersona. 
W sierpniu 2014 roku kongres regionalny pod hasłem „Szukajmy najpierw Królestwa Bożego!” odbył się na stołecznym Sugathadasa Stadium. Wzięło w nim udział 6376 osób. Ponadto 2692 osoby skorzystały z programu w Dżafnie, co dało łączną liczbę 9068 obecnych. Początkowo policja, obawiając się działań ze strony radykalnych mnichów buddyjskich, którzy już wcześniej przerywali zebrania religijne Świadków Jehowy i niszczyli ich miejsca wielbienia, nie chciała się zgodzić na tak duże zgromadzenie. Program odbył się bez przeszkód, a nad jego przebiegiem czuwało 70 funkcjonariuszy.
W roku 2014 Komitet Praw Człowieka ONZ wyraził niepokój oraz zalecił władzom powstrzymanie ataków wzniecanych przez radykalnych mnichów buddyjskich i zbadanie wszystkich zgłoszonych aktów przemocy wobec mniejszości religijnych, takich jak Świadkowie Jehowy.
W listopadzie 2015 roku delegacja Świadków Jehowy ze Sri Lanki brała udział w kongresie specjalnym pod hasłem „Naśladujmy Jezusa!” w tajlandzkim Chiang Mai. W maju 2016 roku i 2017 roku zorganizowano pomoc humanitarną dla poszkodowanych przez powódź i lawiny błotne. We wrześniu 2016 roku wydano Przekład Nowego Świata w języku tamilskim.
6–8 lipca 2018 roku w Kolombo odbył się kongres specjalny pod hasłem „Bądź odważny!” z udziałem przeszło 3500 zagranicznych delegatów z Indii, z Indonezji, z Mjanmy, z Tajlandii, ze Stanów Zjednoczonych, z Wielkiej Brytanii i z Włoch. Liczba obecnych wyniosła 14 121 osób. W listopadzie 2021 roku zorganizowano pomoc humanitarną po powodziach i osunięciach ziemi. W roku 2023 spośród 7121 głosicieli na Sri Lance, 4839 działało w 63 zborów języka syngaleskiego. 16 sierpnia 2024 roku na kongresie regionalnym pod hasłem „Głośmy dobrą nowinę!” w Kolombo, David Splane z Ciała Kierowniczego ogłosił wydanie zrewidowanej wersji Pisma Świętego w Przekładzie Nowego Świata w języku syngaleskim. Na tym kongresie obecne były 4273 osoby, dodatkowo z programu skorzystało 1045 obecnych na kongresie w Chilaw. W 2024 roku językiem tym posługiwało się 4808 głosicieli należących do 62 zborów.
We wrześniu 2025 roku w Kolombo odbędzie się kongres specjalny pod hasłem „Prawdziwe wielbienie Boga!” z udziałem zagranicznych delegacji m.in. z Australii, Czech, Filipin, Grecji, Indii, Indonezji, Japonii, Kirgistanu, Nepalu i Stanów Zjednoczonych.
W 2024 roku funkcjonowało 60 Sal Królestwa, w których odbywają się zebrania zborowe w językach: angielskim, syngaleskim, lankijskim migowym i tamilskim, w tych samych językach organizowane są kongresy regionalne.
Miejscowe Biuro Oddziału nadzoruje tłumaczenie literatury biblijnej na język syngaleski. Czasopisma „Strażnica” i „Przebudźcie się!” do Sri Lanki są przesyłane z drukarni w Indiach, a pozostałe publikacje Świadków Jehowy z drukarni w Japonii.